# Pravi mnogostaničari
Pravi mnogostaničari (Eumetazoa) su skupina životinja s pravim staničnim tkivom i zbog toga se smatraju naprednijom skupinom od mnogostaničara. Njihove stanice više ne mogu živjeti samostalno. Nasuprot ovoj skupini su još samo spužve i jedna samostalna vrsta, Trichoplax adhaerens koja nije svrstana u nijednu porodicu.
Pravi mnogostaničari se odlikuju posjedovanjem naročite veze između stanica, nazvanom "gap junction". Pored toga, u njihovom razvoju dolazi do ranog dijeljenja embrionalnih stanica na dva sloja, entoderm i ektoderm. To se događa takozvanom gastrulacijom. Samo ove životinje imaju specijalizirane tipove stanica kao što su nervne i mišićne stanice.
Mogu se podijeliti na dvije sljedeće skupine, bilateralne životinje i mješince. Ovi drugi obuhvaćaju žarnjake (Cnidria) i rebronoše (Ctenophora). Ova podjela vjerojatno ne odražava filogenetsku povijest. Prema kladističkoj sistematici su rebronoše vjerojatno srodnije bilateralnim životinjama nego žarnjacima.

## Vanjske poveznice
|  | Zajednički poslužitelj ima još gradiva o temi Animalia |
|  | Wikivrste imaju podatke o taksonu Eumetazoa            |